# Ar-Rami
Ar-Rami (arab. الرامي) – wieś w Syrii, w muhafazie Idlib. W 2004 roku liczyła 4983 mieszkańców.